# Sharovipterygidae
Sharovipterygidae — родина плануючих архозавроморфів із середини тріасу Євразії, відомих своїми короткими передніми кінцівками та довгими, схожими на крила, задніми кінцівками, які підтримували мембрани для ковзання. Вони представлені Sharovipteryx і Ozimek volans.
Філогенетичний аналіз 2019 року припустив, що Ozimek і, як наслідок, Sharovipteryx, можуть належати до Tanystropheidae.